# Берегану
Берегану (рум. Bărăganu) — село у повіті Констанца в Румунії. Адміністративний центр комуни Берегану.
Село розташоване на відстані 189 км на схід від Бухареста, 19 км на південний захід від Констанци.

## Населення
За даними перепису населення 2002 року у селі проживали 1092 особи.
Національний склад населення села:
| Національність | Кількість осіб | Відсоток |
| -------------- | -------------- | -------- |
| румуни         | 1059           | 97,0%    |
| татари         | 30             | 2,7%     |

Рідною мовою назвали:
| Мова      | Кількість осіб | Відсоток |
| --------- | -------------- | -------- |
| румунська | 1060           | 97,1%    |
| татарська | 30             | 2,7%     |